# Szepesmátyásfalva
Szepesmátyásfalva (szlovákul: Matiašovce) község Szlovákiában, az Eperjesi kerületben, a Késmárki járásban.

## Fekvése
Késmárktól 32 km-re északra, Szepesófalutól 5 km-re délre, a Rieka-patak partján fekszik.

## Története
A falu a 14. században az első soltész telepítés idején keletkezett Nedec várának birtokaként. 1326-ban „Mathyasuagasa” néven említik először. 1340-ben „Matheusuagasa”, 1352-ben „Mathiasfalva” alakban említik a korabeli források. Később a Palocsay-Horváth család birtoka volt. 1787-ben 83 házában 640 lakos élt.
A 18. század végén Vályi András így ír róla: „MÁTYÁSFALVA. Matyasovtze. Tót falu Szepes Várm. földes Ura B. Palocsai Uraság, lakosai katolikusok, és másfélék, fekszik Ófaluhoz 1/4 órányira, határjának nagyobb része hegyes, és sovány, más részét pedig Poprád vize meg önti.”
1828-ban 125 háza és 894 lakosa volt.
Fényes Elek 1851-ben kiadott geográfiai szótárában így ír a faluról: „Mátyásfalva, tót falu, Szepes vármegyében, Ófaluhoz 1/4 mfdnyire, 825 kath., 26 zsidó lak., paroch. templommal. F. u. b. Palocsai-Horváth. Ut. p. Lublyó.”
1888-ban kilenc zakopanei család vásárolt itt földet és megalapította a Potok nevű településrészt. Lakói földműveléssel, erdőgazdálkodással, állattartással, szeszfőzéssel, háziiparral foglalkoztak. A trianoni diktátumig Szepes vármegye Szepesófalui járásához tartozott.

## Népessége
| Év:            | 1994. | 2004.   | 2014.   | 2024.   |
| -------------- | ----- | ------- | ------- | ------- |
| Emberek száma: | 747   | 781     | 789     | 851     |
| Eltérés:       |       | +4,55 % | +1,02 % | +7,85 % |

| Év:            | 2023. | 2024.   |
| -------------- | ----- | ------- |
| Emberek száma: | 832   | 851     |
| Eltérés:       |       | +2,28 % |

1910-ben 764, túlnyomórészt szlovák lakosa volt.
2001-ben 810 lakosából 777 szlovák volt.
2011-ben 795 lakosából 746 szlovák.

## Neves személyek
- Itt született 1939-ben Vlastimil Kovalčík szlovák költő, esszéíró és műfordító.

## Nevezetességei
- Szent Péter és Pál apostoloknak szentelt római katolikus temploma 1300 körül épült gótikus stílusban, később többször átépítették és barokkizálták.
- A faluban áll egy 18. századi újbarokk kápolna is, benne 14. századi Szűz Mária szoborral.

## Külső hivatkozások
- E-obce.sk Archiválva 2012. augusztus 30-i dátummal a Wayback Machine-ben
- Községinfó
- Szepesmátyásfalva Szlovákia térképén